# Marquesado de la Breña
El marquesado de la Breña es un título nobiliario español concedido por el rey Carlos II por real despacho del 8 de noviembre de 1679 a favor de Diego de Alvarado-Bracamonte y Vergara Grimón, ministro del Consejo Supremo de Guerra y caballero de la Orden de Calatrava.

## Marqueses de la Breña
|                        | Titular                                                    | Periodo                |
| Creación por Carlos II | Creación por Carlos II                                     | Creación por Carlos II |
| ---------------------- | ---------------------------------------------------------- | ---------------------- |
| I                      | Diego de Alvarado-Bracamonte y Vergara Grimón              | 1679-1681              |
| II                     | Mariana Teresa de Alvarado-Bracamonte y Benavente-Quiñones | 1681-¿?                |
| III                    | Mariana Teresa Fernández del Campo y Alvarado-Bracamonte   | ¿?-¿?                  |
| IV                     | Antonia Fausta Alfonso de Sousa Fernández de Córdova       | ¿?-¿?                  |
| V                      | Francisca de Borja Alfonso de Sousa de Portugal            | ¿?-¿?                  |
| VI                     | Rafael Antonio Alfonso de Sousa de Portugal                | ¿?-1812                |
| VII                    | Isidro Alfonso de Sousa de Portugal y Guzmán               | 1812-1870              |
| VIII                   | María de la Soledad Salamanca y Wall                       | 1870-1949              |
| IX                     | José María Salamanca y Ramírez de Haro                     | 1951-1969              |
| X                      | María Asunción de Salamanca y Laffitte                     | 1969-2005              |
| XI                     | María de los Reyes Atienza y Salamanca                     | 2005-2018              |
| XII                    | Gonzalo Roca de Togores Atienza                            | 2019-hoy               |

## Historia de los marqueses de la Breña
- Diego de Alvarado-Bracamonte y Vergara Grimón (San Cristóbal de La Laguna, 18 de mayo de 1631-1681), I marqués de la Breña.[2] Era hijo de Diego de Alvarado y Bracamonte y Crespo, capitán general de Tenerife, y de su esposa María de Vergara y Grimón, hermana del I marqués de Acialcázar[3]

Casó con Ana de Benavente y Quiñones y Orozco, hija de Jerónimo de Benavente-Quiñones, capitán general de Canarias y de Ana de Orozco. Sucedió su hija:
- Mariana Teresa de Alvarado-Bracamonte y Benavente-Quiñones, II marquesa de la Breña.[2]

Casó en 1681 con Pedro Cayetano Fernández del Campo y Salvatierra (m. 1721), II marqués de Mejorada del Campo. Sucedió su hija
- Mariana Teresa Fernández del Campo y Alvarado-Bracamonte, III marquesa de la Breña.[2]

Casó con Cristóbal Alfonso de Sousa de Portugal y Manuel de Lando, hijo segundo de Vasco Alfonso de Sousa Fernández de Córdoba, VI [Condado de los Arenales|conde de los Arenales]], y de su esposa María Manuel de Lando y Fernández de Velasco. Sucedió su hija:
- Antonia Fausta Alfonso de Sousa Fernández de Córdova,[4] IV  marquesa de la Breña y IV marquesa de Mejorada del Campo.[5][6]

Casó en primeras nupcias con su primo hermano, Vasco Alfonso de Sousa de Portugal y Fernández del Campo (m. 1780), VIII conde de los Arenales, XI marqués de Guadalcázar, etc., hijo de Juan Alfonso de Sousa de Portugal y Manuel de Lando y de María Teresa Fernández del Campo, III marquesa de los Hinojares. Contrajo un segundo matrimonio con Tomás Gutiérrez de los Ríos y Saavedra, IV marqués de las Escolonias. Sucedió su hija del primer matrimonio:
- Francisca de Borja Alfonso de Sousa de Portugal (12 de abril de 1747-23 de marzo de 1820), V marquesa de la Breña,[2] IX condesa de Arenales, XII marquesa de Guadalcázar, Grande de España,[4] VI marquesa de los Hinojares, V marquesa de Mejorada del Campo,[2] condesa de la Fuente del Saúco, XVIII poseedora del vizcondado de la Torre de Martín-Cerón y de Guadiamar, señora de Aldea del Río, Alizné y de otras heredades.[6]

Casó el 22 de enero de 1767 con su tío Pedro Alfonso de Sousa de Portugal, ministro plenipotenciario de Carlos III en Dinamarca. Le sucedió su hijo:
- Rafael Antonio Alfonso de Sousa de Portugal (1771-2 de mayo de 1812), VI marqués de la Breña,[2] X conde de Arenales,[6] XIII marqués de Guadalcázar[4], grande de España, marqués de la Mejorada del Campo, de Hinojares, XIX poseedor del señorío o vizcondado de la Torre de Martín-Cerón o de Guadiamar, señor de Aldea del Río, Alizné y de otras heredades.[6].

Casó con en primeras nupcias el 11 de agosto de 1789 con María Isidra de Guzmán y de la Cerda (1768-1803), doctora en Filosofía y Letras y primer miembro femenino de la Real Academia Española. Tuvieron tres hijos: Rafael, Isidro y Luisa Rafaela. De su segundo matrimonio con María Margarita Ernestina Godeau d'Entraigues, tuvo a Fernando, XIII conde de los Arenales. Le sucedió su hijo:
- Isidro Alfonso de Sousa de Portugal y Guzmán (Córdoba, 24 de julio de 1797-Madrid-26 de agosto de 1870), VII marqués de la Breña,[2] XII conde de los Arenales,[7] XIV marqués de Guadalcázar,[4] grande de España, marqués de los Hinojares, de Mejorada del Campo, conde de la Fuente del Saúco, XXI y último poseedor del vizcondado y señorío territorial dela Torre de Martín-Cerón o de Guadiamar, senador vitalicio por derecho propio y gran cruz de la Orden de Carlos III.[7][8]

Casó en 1841 con Josefa Núñez de Prado y Virues de Segovia.  Sin descendencia, le sucedió su sobrina nieta, hija de Francisco Javier de Salamanca y Negrete, VI marqués de Torremanzanal, y de María Luisa Wall y Alfonso de Sousa y Portugal, XVIII marquesa de Guadalcázar, nieta de Luisa, hermana del VII marqués de Breña.
- María de la Soledad Salamanca y Wall (Burgos, 16 de diciembre de 1859-1949), VIII marquesa de la Breña.[2][9]

Casó con Luis del Hierro y Alarcón. Sucedió su sobrino, hijo de Luis de Salamanca y Wall, VIII conde del Campo Alante, grande de España. VII marqués de Torre Manzanal, y VI marqués de Villacampo, y de María del Patrocinio Ramírez de Haro y Patiño.
- José María Salamanca y Ramírez de Haro (Madrid, 21 de mayo de 1892-Madrid, 30 de agosto de 1978),[10] IX marqués de la Breña en 1951.[2][11]

Casó con María de los Reyes Lafitte y Pérez del Pulgar (Sevilla, 15 de agosto de 1902-Madrid, 1986). En 1969 sucedió su hija a quien cedió el título:
- María Asunción de Salamanca y Laffitte (m. 11 de febrero de 2021) X marquesa de la Breña,[2][12] XXI marquesa de Guadalcázar, grande de España.[13]

Casó con Francisco de Paula de Atienza y Peñalver. Sucedió su hija a quien cedió el título en 2005;
- María de los Reyes Atienza y Salamanca (m. 2018) XI marquesa de la Breña.[10][14]

Casó con Manuel Roca de Togores y Pérez de Guzmán. Sucedió su hijo en 2019:
- Gonzalo Roca de Togores Atienza, XII marqués de la Breña.[10][15]